# Кавалиерис, Анрийс Карлович
Анрийс Карлович Кавалиерис (латыш. Anrijs Kavalieris, 1933 — 2016) — советский деятель охраны правопорядка, генерал-майор милиции (1975), профессор.

## Биография
В 1957 закончил юридический факультет Латвийского государственного университета имени П. И. Стучки. Член КПСС с 14 октября 1958. С 1969 — кандидат юридических наук, с 1978 — доктор юридических наук, с 1976 — доцент, с 1982 — профессор. Работал следователем, заместителем начальника, начальником следственного отдела, заместителем начальника управления внутренних дел. С 1969 по 1984 являлся заместителем министра внутренних дел Латвийской ССР. С мая 1984 работает начальником Рижского отделения заочного обучения в Минской высшей школе МВД СССР. Впоследствии становится ректором народного Университета правовых знаний Ленинского района Риги, членом научно-консультационных Советов Верховного суда и Министерства юстиции Латвийской ССР, также членом Совета по координации научных исследований в области права при отделении общественных наук Академии наук Латвийской ССР.
Анрийс Карлович выступил консультантом кинодетективовов Алоиза Бренча: Шах королеве бриллиантов (1973), Свет в конце тоннеля (1974), Ключи от рая (1975), Быть лишним (1976), Подарки по телефону (1977).
Был заведующим кафедрой криминалистики Латвийской полицейской академии.
Умер 23 августа 2016 года, похоронен на 1-м Лесном кладбище в Риге.

## Публикации
Опубликовал более 150 научных работ. Основные направления научных исследований: тактические проблемы организации борьбы с преступностью, в том числе организация предварительного следствия и розыскной работы в органах внутренних дел. Большая часть исследований носит прикладной характер, а их тематика является закрытой.
В 2002 году Кавалиерис выпустил книгу воспоминаний «Полвека в криминалистике» (Pusgadsimts kriminālistikā) и словарь латвийского тюремного жаргона «Так говорят на зоне» (Tā runā zonā).

## Награды
Награждён почётной грамотой президиума Верховного Совета Латвийской ССР (1962), почётной грамотой МООП Латвийской ССР (1968), почётной грамотой МВД СССР (1976), медалями «За безупречную службу» I, II, III степени (1967, 1974, 1977), «За отличную службу по охране общественного порядка» (1977), «Ветеран труда» (1985) и другими наградами.
Также был награждён памятным знаком участника баррикад 1991 года № 1162.